# スレンダーマン 奴を見たら、終わり
『スレンダーマン 奴を見たら、終わり』（原題：Slender Man）は2018年にアメリカ合衆国で公開されたホラー映画である。監督はシルヴァン・ホワイト、主演はジョーイ・キングが務めた。本作はヴィクター・サージが2009年にネット上に投稿したキャラクター、スレンダーマンを題材にしている。本作は日本国内で劇場公開されなかったが、2019年2月6日にデジタル配信が始まった。

## 概略
レンたちが暮らす小さな街にはある言い伝えがあった。それはスレンダーマンという怪物についての言い伝えであった。スレンダーマンは細身で背が高く、黒いスーツを着たのっぺらぼうで、子供を誘拐する怪物なのだという。しかし、町の人たちはそれを単なる迷信だと思っていた。ある日、レンは友人4人と共にスレンダーマンを召喚する儀式を行った。レンたちは面白半分で儀式を行ったのだが、儀式が終了した直後、一人が忽然と姿を消したために震え上がった。伝承は迷信ではなく真実だったのである。

## キャスト
※括弧内は日本語吹き替え版キャスト
- ジョーイ・キング（濱口綾乃） - レン
- ジュリア・ゴルダニ・テレス（宇山玲加） - ヘイリー
- ジャズ・シンクレア（合田絵利） - クロエ
- アナリース・バッソ（岡本沙保里） - ケイティ
- タリタ・ベイトマン - ゾーイ
- アレックス・フィッツァラン - トム
- ケヴィン・チャップマン - Mr.ジェンセン
- ハビエル・ボテット - スレンダーマン

## 製作
2016年5月、ソニー・ピクチャーズがスレンダーマンを題材にしたホラー映画を製作していると報じられた。2017年1月4日、シルヴァン・ホワイトが本作の監督に起用されたとの報道があった。5月22日、ジョーイ・キング、ジャズ・シンクレア、アナリース・バッソ、ジュリア・ゴルダニ・テレス、タリタ・ベイトマン、アレックス・フィッツァランが本作に出演すると報じられた。7月、ケヴィン・チャップマンの出演が決まった。
本作の主要撮影は2017年6月19日にボストンで始まり、同年7月28日に終了した。

## マーケティング・公開
2018年1月2日、本作のポスター第1弾が公開された。翌3日、本作のファースト・トレイラーが公開された。予告編はオーソドックスな作りになっていたために、ネットユーザーたちの反応は賛否両論となった。メディアの中には、スレンダーマンに触発された女の子2人が2014年に引き起こした殺人未遂事件に言及するものもあった。加害者の一人の父親は本作が製作されたことに不快感を示しており、「地元の映画館で上映されないことを望んでいる」という主旨のコメントを発表している。
当初、スクリーン・ジェムズは本作を2018年5月18日に全米公開する予定でいたが、後に公開日を同年8月24日に延期すると発表した。

## 興行収入
本作は『MEG ザ・モンスター』及び『ブラック・クランズマン』と同じ週に封切られ、公開初週末に990万ドル前後を稼ぎ出すと予想されていたが、実際の数字はそれを若干上回るものであった。2018年8月24日、本作は全米2358館で公開され、公開初週末に1137万ドルを稼ぎ出し、週末興行収入ランキング初登場4位となった。

## 評価
本作は批評家から酷評されている。映画批評集積サイトのRotten Tomatoesには65件のレビューがあり、批評家支持率は8%、平均点は10点満点で3.2点となっている。サイト側による批評家の見解の要約は「スレンダーマンは細っこいかもしれないが、彼の名声に便乗した『スレンダーマン 奴を見たら、終わり』というスリラーもどきが生み出したホラー演出の薄っぺらさに比べれば、彼はがっしりしていると言える。」となっている。また、Metacriticには15件のレビューがあり、加重平均値は30/100となっている。なお、本作のCinemaScoreはD-となっている。